# Тайпацький сільський округ
Тайпа́цький сільський округ (каз. Тайпақ ауылдық округі, рос. Тайпакский сельский округ) — адміністративна одиниця у складі Акжаїцького району Західноказахстанської області Казахстану. Адміністративний центр — село Тайпак.
Населення — 5131 особа (2021; 5749 у 2009, 6199 у 1999, 5805 у 1989).
Станом на 1989 рік існували Калмиковська сільська рада (частина села Калмиково) та Красноярська сільська рада (частина села Калмиково, села Краснояри, Харкіно) колишнього Тайпацького району.

## Склад
До складу округу входять такі населені пункти:
| Населений пункт | Старі назви | Населення, осіб (1989) | Населення, осіб (1999) | Населення, осіб (2009) | Населення, осіб (2021) |
| --------------- | ----------- | ---------------------- | ---------------------- | ---------------------- | ---------------------- |
| Тайпак, село    | Калмиково   | 4782                   | 5070                   | 4692                   | 4243                   |
| Томпак, село    | Краснояри   | 381                    | 399                    | 299                    | 265                    |
| Шабдаржап, село | Харкіно     | 642                    | 730                    | 758                    | 623                    |